# Cantonul Cahors-Sud
Cantonul Cahors-Sud este un canton din arondismentul Cahors, departamentul Lot, regiunea Midi-Pyrénées, Franța.

## Comune
- Arcambal
- Cahors (parțial, reședință)
- Labastide-Marnhac
- Le Montat
- Trespoux-Rassiels